# ローストチキン

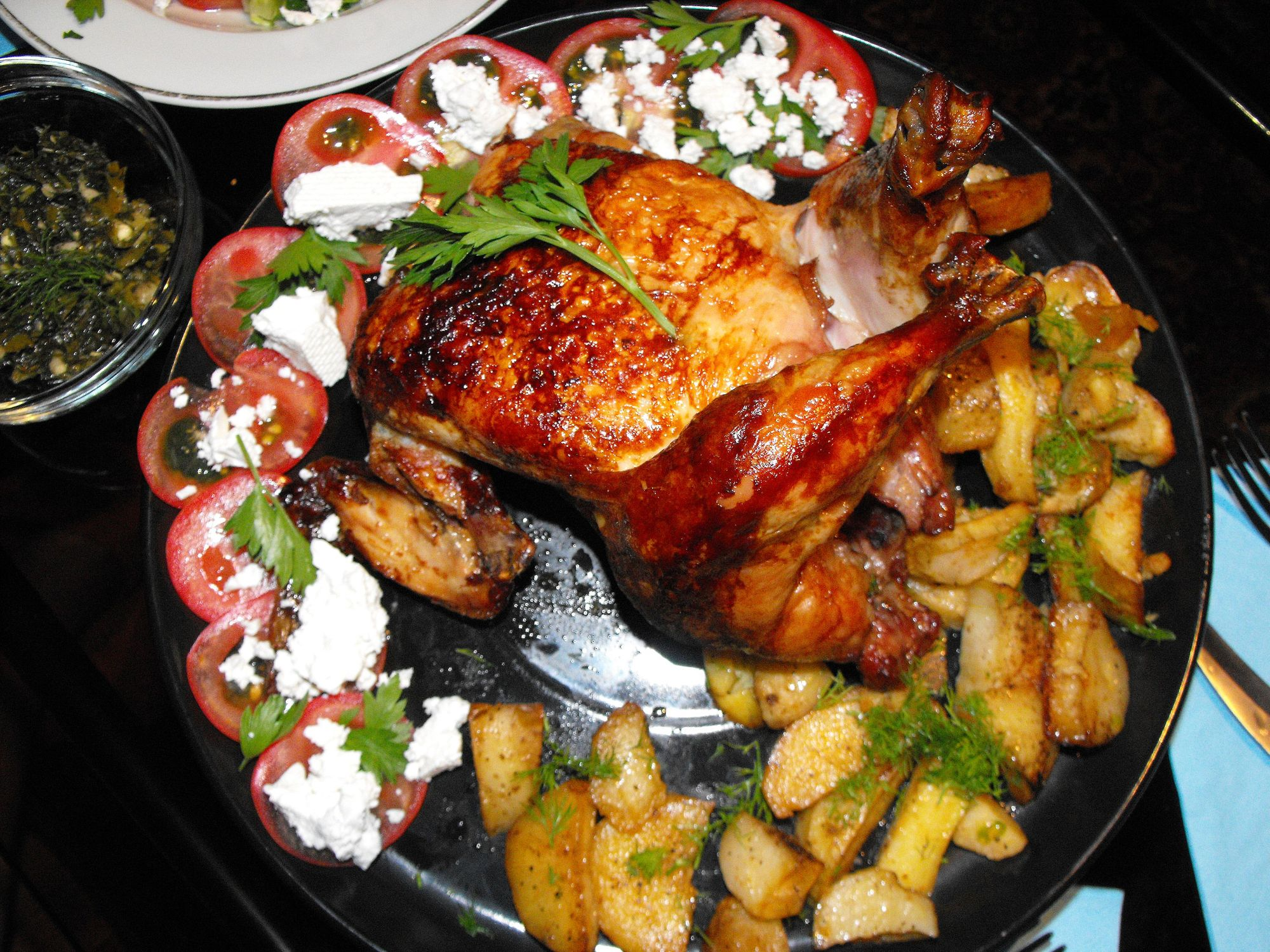
ポテトを添えたローストチキン

ローストチキン（英: Roast chicken）は、ニワトリを丸ごと焼いて作る肉料理である。

## 準備
オーブンやグリルで焼く方法、串に刺して焙り焼きにする方法、専用の焼き機（ロースター）で焼く方法など、さまざまな調理法がある。また、ダッチオーブン（野外料理用の厚手の鉄鍋）を使って蒸し焼きにする方法もある。丸焼きであるために旨味が逃げにくく、皮の焼けた香味も加わる。
オーブンで焼く場合には、中抜きした鶏に食塩、コショウ、ニンニク、ローズマリーなどを擦り込んで下味をつけ、内部に野菜類や小さく切ったパンなどで作ったファルス（英語ではスタッフィング（英: stuffing）またはドレッシング（英: dressing）という）を詰めた後に脚をタコ糸などで縫って形を整え、あらかじめ表面に油を塗っておく。オーブンの天板に鶏肉とともにタマネギやニンジンなどの野菜類をのせ、水分と香味を補いながら、均一な焼き色がつくように焼き上げる。焼いている途中に、鶏の表面や比較的火が通りやすい胸肉が乾燥しないように、何度か天板にたまった肉汁と脂をかけてやる（「アロゼ（仏: arroser）」または「ベイスティング（英: basting）」）のがコツである。
ローストチキンを食卓に出すときに、足先の肉の薄い部分にマンシェット（ペーパーフリルやアルミホイル）を巻くことがある。これは「骨付き肉を持った際に手を汚さないために巻く」と言われるが、もとは「骨の断面が見えてしまうと見た目が良くない」として、断面を隠すために巻かれたのが始まりとされる。
最近では、フライドチキンを高カロリーゆえに敬遠する消費者のために、一部のファストフード店で小分けしたローストチキンを供するサービスが散見されるようになった。

## 国ごとのローストチキン
日本では代表的なクリスマス料理のひとつであるが、北米では七面鳥のローストが好まれる。またヨーロッパでは、ガチョウのローストも好まれる。

### アメリカ
アメリカ合衆国では、20世紀に入ると、ロティサリーを使って焼くロティサリーチキンがスーパーマーケットやいくつかの肉屋で購入できるようになった。しかし、ボストンマーケットがパッケージ化されたロティサリーチキンの販売の普及に貢献した1990年代初頭までは、、消費者にとってはポピュラーな選択肢ではなかった。
日本のクリスマスではフライドチキンやローストチキンが食べられることが多いが、アメリカでは七面鳥のローストが一般的である。

### ジョージア・ロシア
ジョージア（かつてのグルジア）やロシアでは、ローストチキンの一種であるタバカ（Табака）が親しまれている。調理法は腹から胸を縦に切り、開いた状態で金槌で骨や関節部を叩いて平たく成形した後、塩胡椒を基本に、その他好みで香草や香辛料を加えて下味をつけバターをフライパンに入れて皮を上にし、全体を押し潰すくらいの重りを乗せてじっくり加熱し、頃合いになったらひっくり返して皮の側も焼く。

さまざまなローストチキン
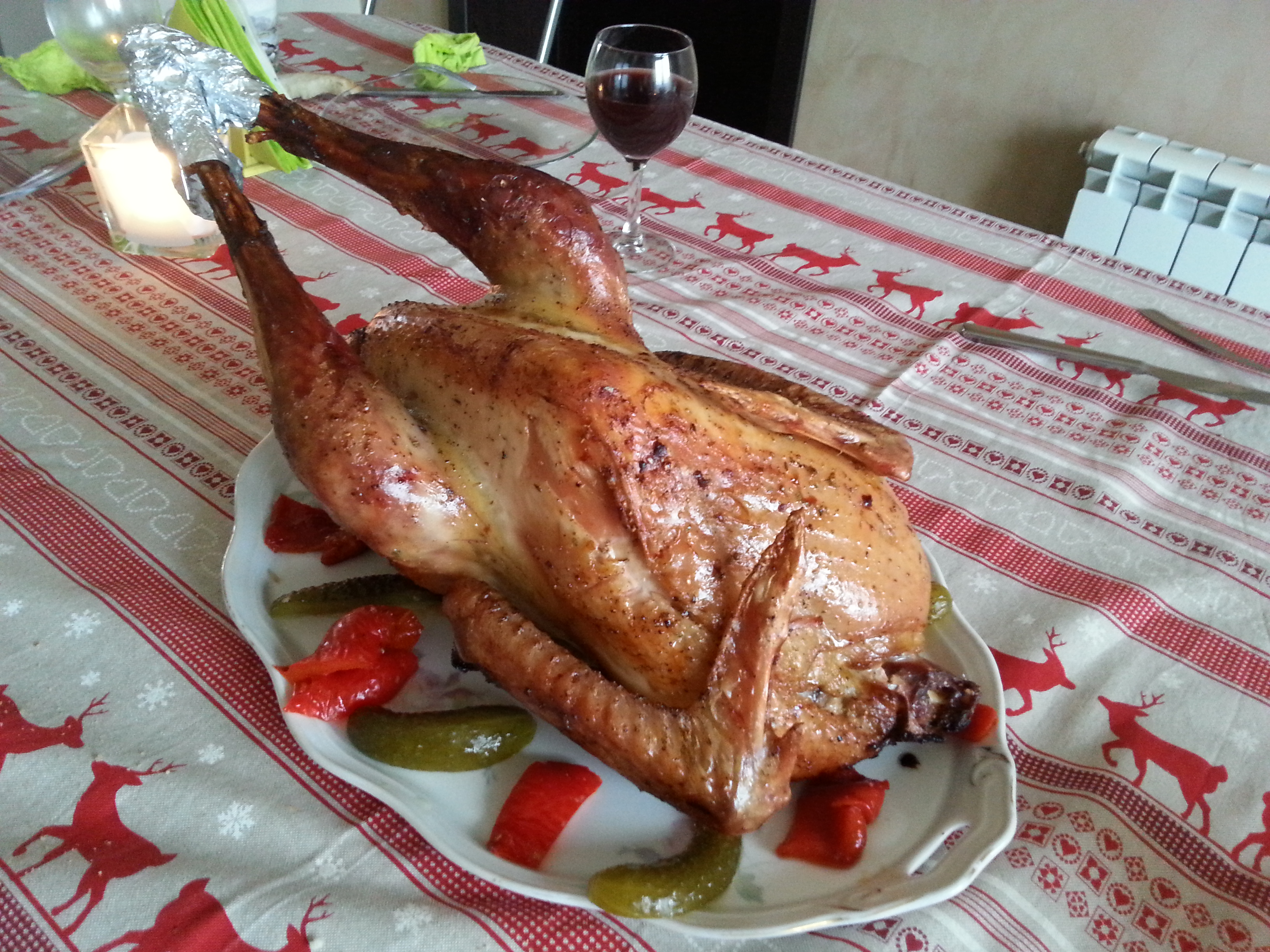
クリスマスのローストチキン。
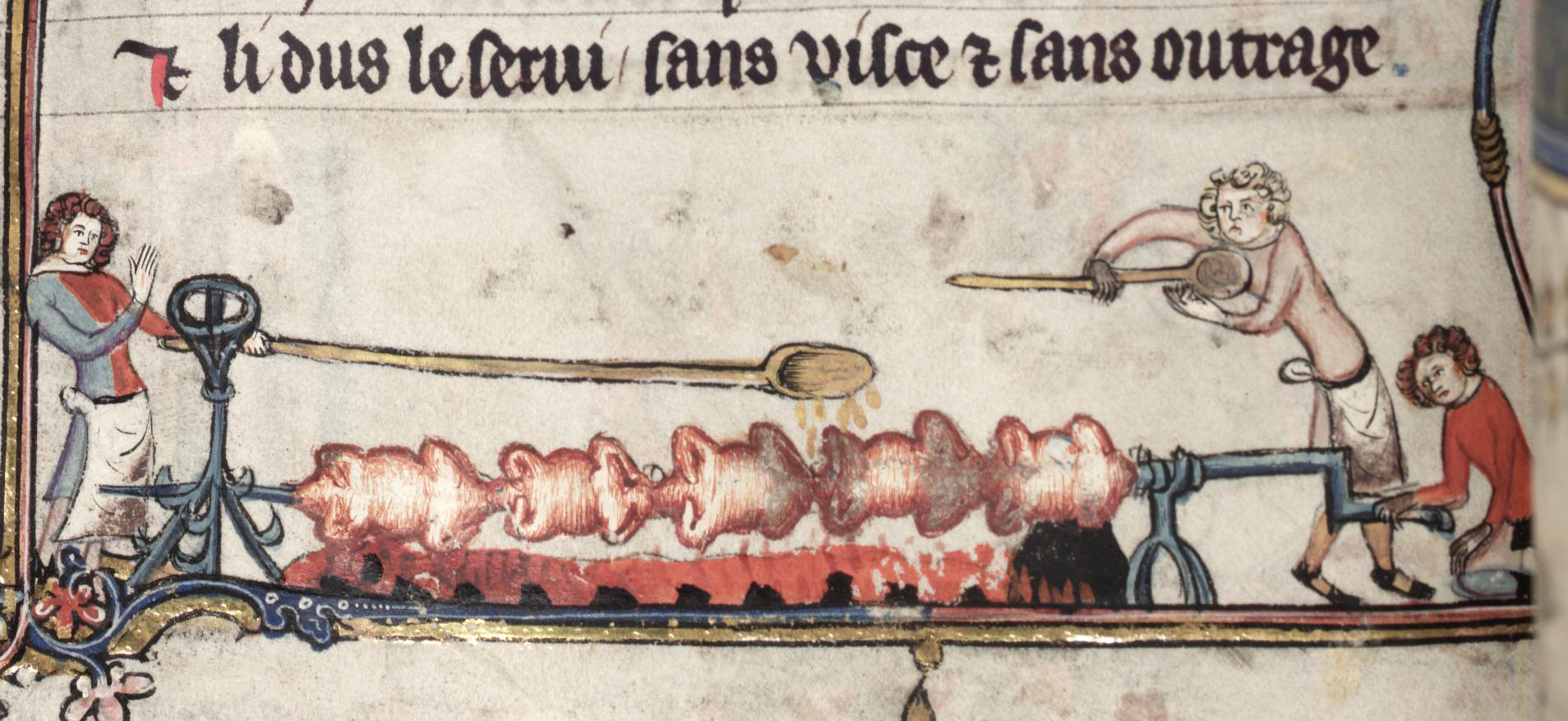
アレクサンドロス・ロマンスに描かれた、ローストチキンを作っている様子（ボドリアン図書館、オックスフォード大学、MS 264 fol 170v）。
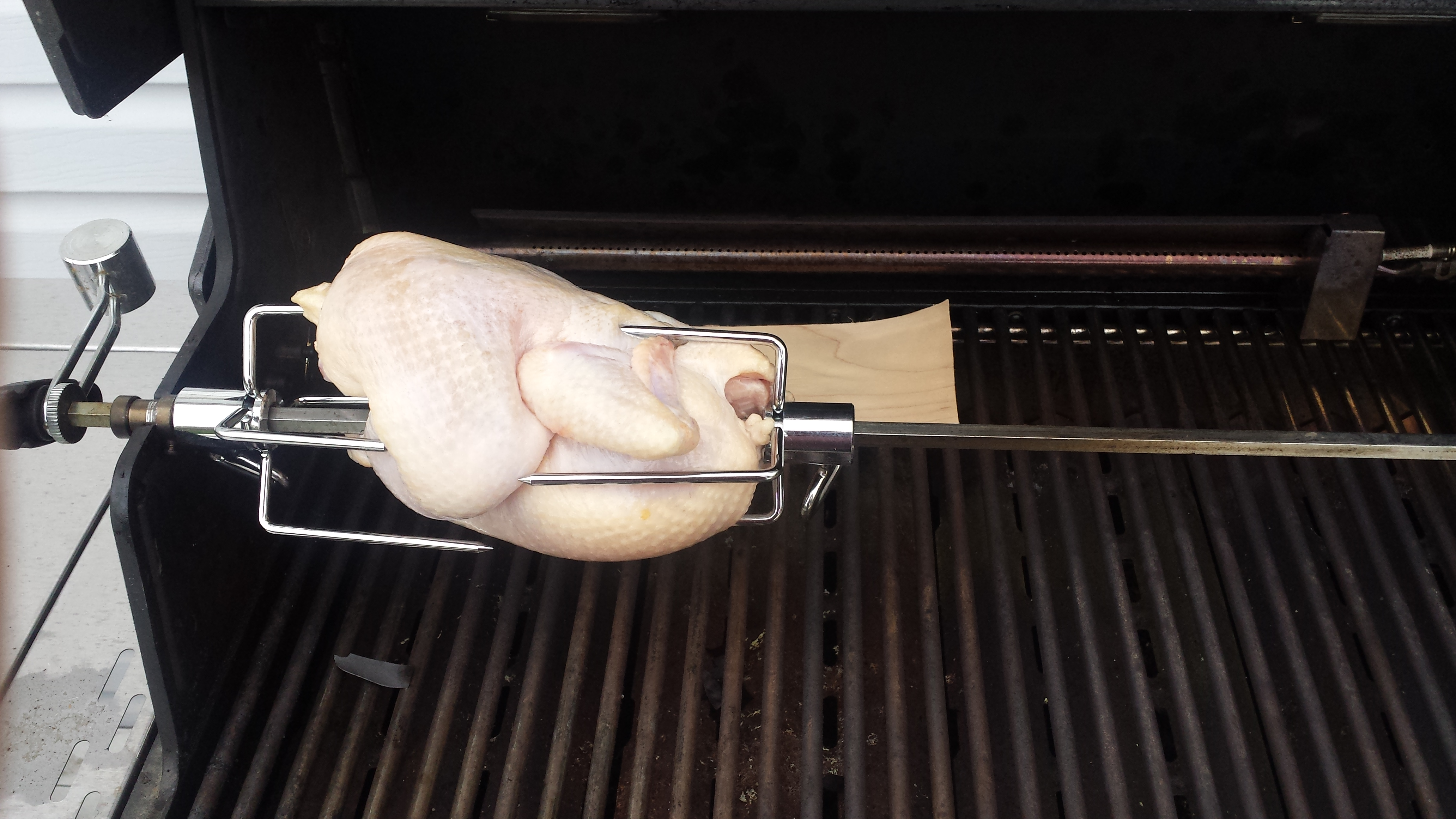
バーベキューで調理するために準備されたローストチキン。
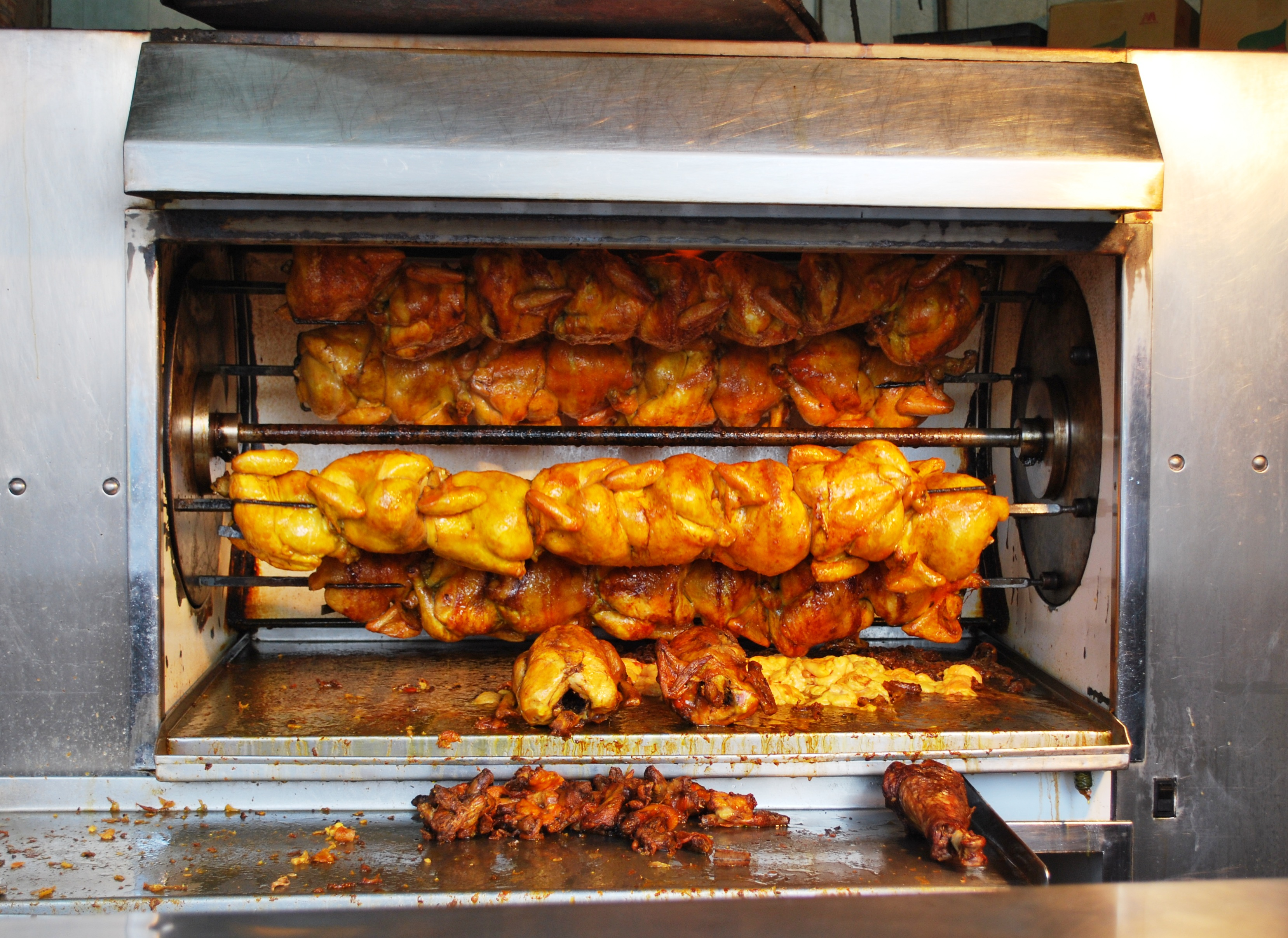
メキシコシティのオブレラ地区にあるローストチキン (pollo rostizado) のテイクアウト食品。
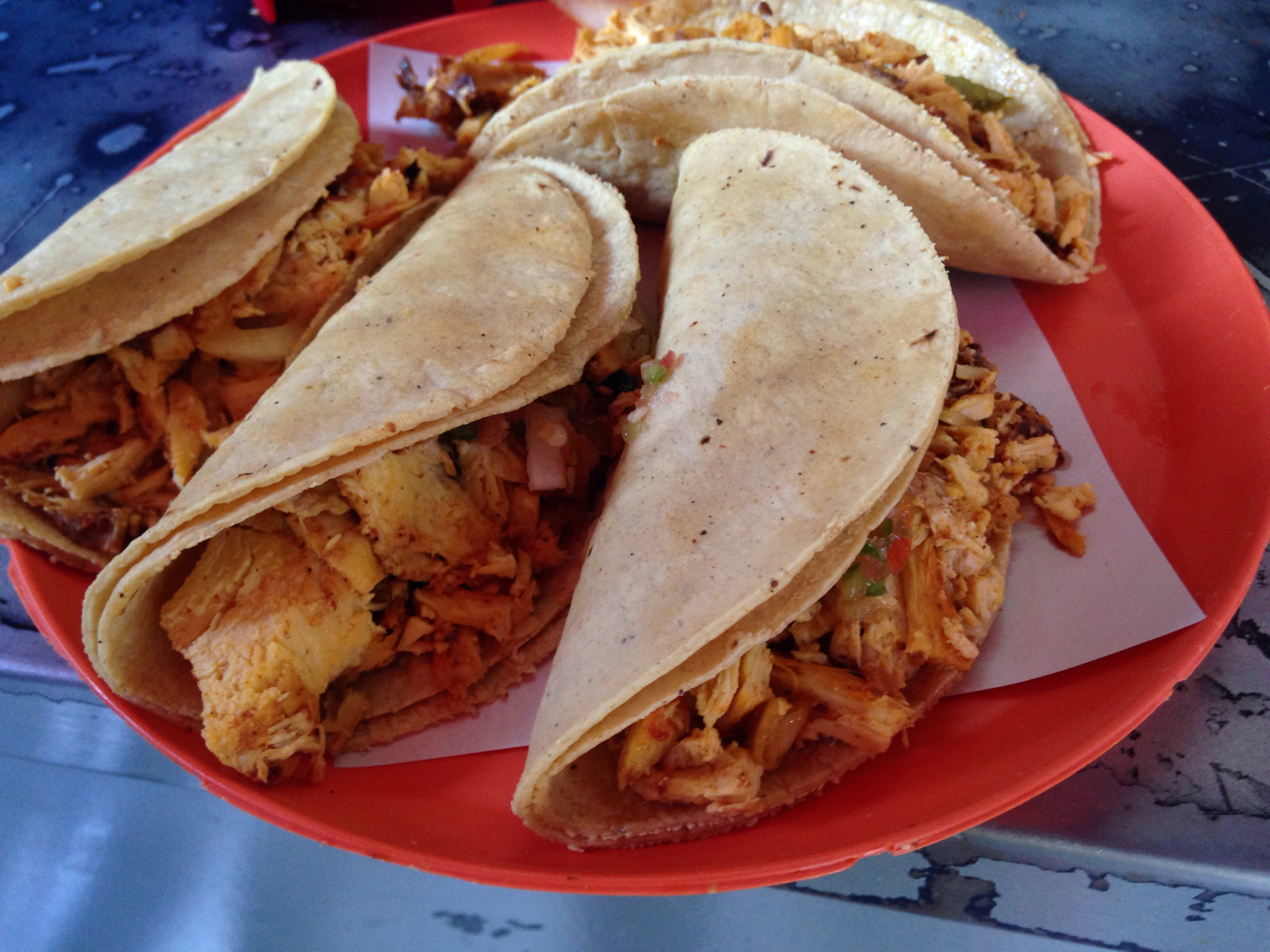
ローストチキンタコス（コロニア・コンデサ、メキシコシティ）
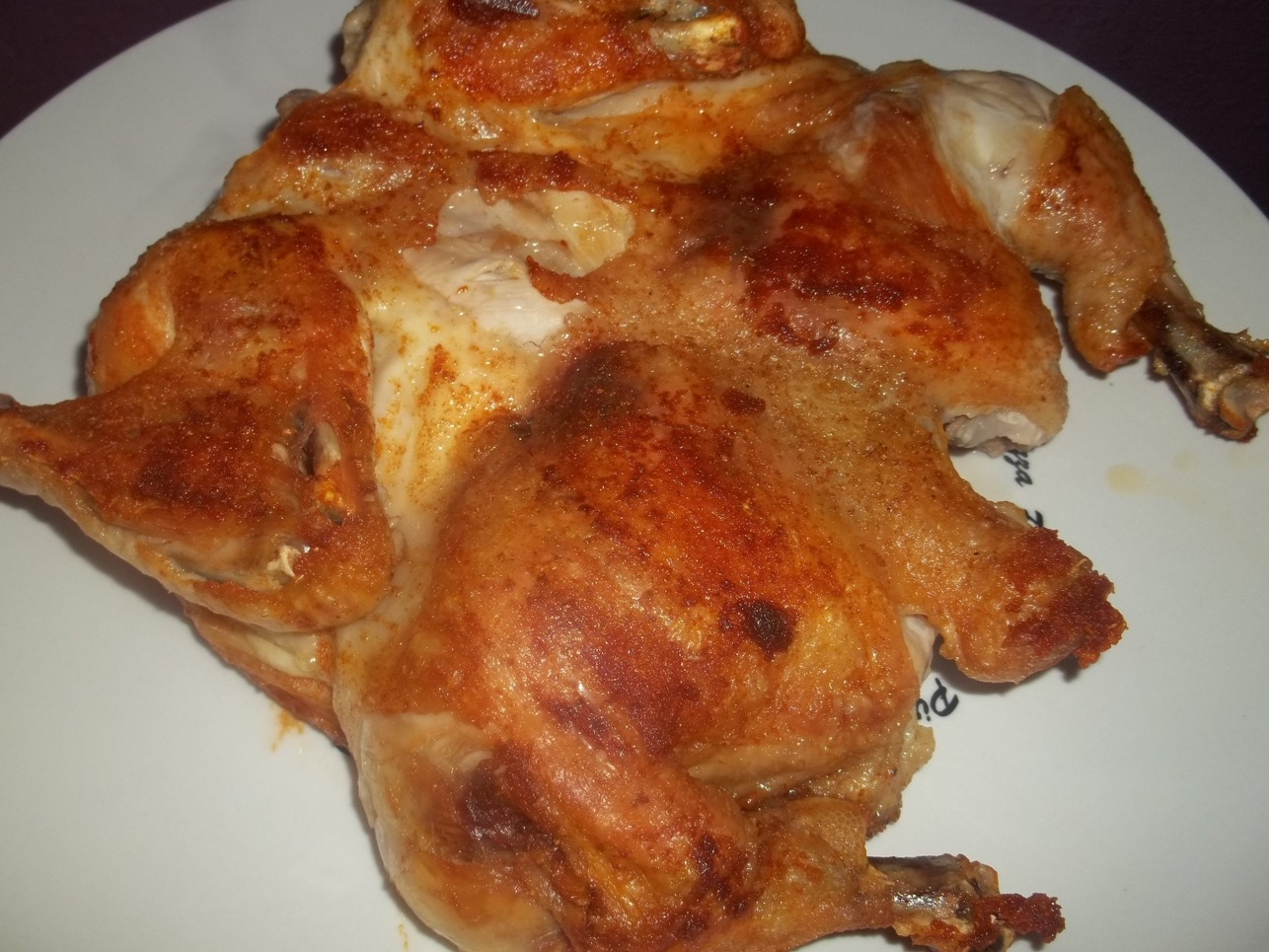
ロシアやジョージアのチキンタバカ （Цыплёнок табака）